# Ansiães
Ansiães es una freguesia portuguesa del concelho de Amarante, en el distrito de Oporto, situada a 15 km de la capital del municipio, con 26,43 km² de área y 623 habitantes (2011). Densidad poblacional: 23,6 hab/km².

## Patrimonio
- Pousada de São Gonçalo

- Datos: Q569918
- Multimedia: Ansiães / Q569918